# Othmarsingen
Othmarsingen es una comuna suiza del cantón de Argovia, ubicada en el distrito de Lenzburg. Limita al norte con la comuna de Brunegg, al noreste con Mägenwil, al este con Hägglingen, al sureste con Dottikon, al sur con Hendschiken, al suroeste con Lenzburg, y al oeste con Möriken-Wildegg.